# Les Menteurs (film, 1961)
Pour les articles homonymes, voir Les Menteurs.
Les Menteurs est un film français réalisé par Edmond T. Gréville et sorti en 1961.
Le film est adapté de l'œuvre de Frédéric Dard: Cette mort dont tu parlais.

## Synopsis
Jeune et jolie Australienne, Norma est venue faire du théâtre à Paris. Sans grand succès. Elle partage la vie bohème de Dominique, un photographe roublard et peu assidu au travail. 
À bout de ressources, les jeunes gens décident d'utiliser les artifices théâtraux pour faire de Norma la femme mûre que recherche Paul, un riche rentier de retour d'Afrique : désireux de se marier, il a passé une annonce sur le conseil de son ami Blanchin, qui lui a fait acquérir une propriété isolée où Clément et Valentine lui apportent leur aide. 

## Fiche technique
- Réalisation : Edmond T. Gréville
- Scénario : Frédéric Dard
- Musique : André Hossein
- Image : Armand Thirard
- Montage : Jean Ravel
- Société de production : Méditerranée Cinéma
- Pays de production :  France
- Format : noir et blanc - son mono
- Genre : Film dramatique
- Durée : 90 minutes
- Date de sortie :
  - France : 25 octobre 1961

## Distribution
- Dawn Addams : Norma O'Brien
- Jean Servais : Paul Dutraz
- Claude Brasseur : Dominique
- Francis Blanche : Blanchin
- Roland Lesaffre : Clement
- Wim Patten : Hervé
- Anne-Marie Bellini : Maud
- Anne-Marie Coffinet : Valentine
- Gaston Modot : Carlotti
- Claude Chabrol : le réceptionniste de l'hôtel